# Карликовий кит
Карликовий кит (Caperea marginata) — морський ссавець підряду вусатих китів. Єдиний сучасний вид родини карликових китів. Раніше його відносили до гладких китів. Етимологія: родова назва означає «зморщувати», що стосується зморшкуватого вигляду вушної кістки.

## Зовнішній вигляд

Порівняння розмірів карликових китів і людини

Найменший і рідкісний з вусатих китів. Довжина його тіла 4-6,4 м, причому 1/4 довжини припадає на голову; вага — 3-3,5 тонни. Форма тіла обтічна. Забарвлення верхньої сторони тіла темно-сіре або чорне з сірими плямами різної форми і розміру; нижньої сторони — світло-сіре, з віком може темніти. Іноді на череві проходить біла смуга. Нарости на голові відсутні. Спинний плавець невеликий (висотою 25 см), серпоподібний з увігнутою задньою кромкою; розташований на початку останньої третини тіла. Грудні плавці в 10 разів коротші від тіла, вузькі, злегка закруглені, чотирипалі. Їх темне забарвлення виділяється на тлі більш блідого черева. Хвостовий плавець широкий, з виїмкою посередині і загостреними кінцями; зверху темний, знизу світлий з темними краями. Лінія рота вигнута за рахунок вигину верхньої щелепи. Дихало злегка втиснуте.
Для карликового кита характерне чисто-біле забарвлення слизової оболонки ротової порожнини і язика. Пластини китового вуса жовтувато-білі, часто з темними краями, дуже пружні. У висоту вони досягають 70 см і 12 см завширшки; в кожній половині щелепи по 230 пластин. Шийні хребці злиті, голова нерухома. Примітні ребра карликового кита (17 пар) — вони дуже широкі і сплощені, особливо задні пари. За припущенням зоологів, такі ребра захищають внутрішні органи кита при глибокому і тривалому зануренні.

## Спосіб життя
Зустрічі з карликовим китом вкрай рідкісні; його спосіб життя практично не вивчений. У морі він малопомітний; фонтани дає маленькі і невиразні; вистрибування і підняття хвостового плавця над водою у карликового кита не спостерігалося. На поверхні, як правило, з'являється не більше ніж на кілька секунд; при цьому його можна відрізнити від схожого малого смугача по білій плямі на нижній щелепі або по білих яснах. За спостереженнями, його занурення тривають від 40 секунд до 4 хвилин. Плаває карликовий кит повільно, в незвичайній хвилеподібній манері, згинаючи все тіло. Тримаються поодиноко, парами або групами до 8-10 особин; його також спостерігали в «компанії» з гриндами, сейвалами і малими смугачами.
Зустрічається тільки в помірних і холодних водах Південної півкулі, найчастіше поблизу берегів Південної Австралії, Тасманії і Нової Зеландії. Можливо, поширений кругополярно, між 30° і 50° півд. ш., де температура води біля поверхні — від 5 до 20 °C. Обсохлих китів виявляли на узбережжі Південної Африки і Вогненної Землі. Більшість спостережень було зроблено в захищених дрібних бухтах, але окремі особини траплялися і у відкритому морі. Можливо, молодняк карликових китів навесні і влітку переселяється в прибережні води. Одна група китів цілий рік живе у водах Тасманії. Далекі міграції не встановлені.
Живиться карликовий кит, подібно до інших беззубих китів, планктонвими ракоподібними й іншими безхребетними. Соціальна структура, біологія розмноження і загальна чисельність невідомі.
Карликового кита вважають архаїчним видом, спорідненим з Eschrichtiidae і Balaenopteridae.

## Ресурси Інтернету
- Карликовий кит на сайті Світ тварин
- Карликовий кит на сайті Кити і Дельфіни [Архівовано 4 березня 2016 у Wayback Machine.]
- Caperea marginata на Animal Diversity Web [Архівовано 5 жовтня 2013 у Wayback Machine.]